# Antoine-Florian (prince de Liechtenstein)
 (mars 2019).
Si vous disposez d'ouvrages ou d'articles de référence ou si vous connaissez des sites web de qualité traitant du thème abordé ici, merci de compléter l'article en donnant les références utiles à sa vérifiabilité et en les liant à la section « Notes et références ».
Antoine-Florian de Liechtenstein, né le 28 mai 1656, mort le 11 octobre 1721. Il est titré « prince de Liechtenstein » dès 1709. Le prince Antoine-Florian de Liechtenstein règne sur la principauté comme premier prince souverain de 1719 à 1721.

## Biographie
Fils de Hartmann de Liechtenstein et de Sidonie de Salm-Reifferscheid, Antoine-Florian de Liechtensein est de plus le chambellan de Léopold Ier du Saint-Empire, puis le précepteur de l'archiduc Charles de Habsbourg (futur Charles VI du Saint-Empire). Celui-ci le nomme Premier ministre lors de la guerre de Succession d'Espagne. Devenu empereur du Saint-Empire romain germanique en 1711, Charles VI accordera à Antoine-Florian de Liechtenstein la promotion des comtés de Vaduz et de Schellenberg en principauté souveraine. C'est sous le règne de Antoine-Florian de Liechtenstein que fut créée la principauté du Liechtenstein le 23 janvier 1719.
En 1679, il épouse Éléonore de Thun (1661-1723). De cette union naissent :
- Joseph Ier de Liechtenstein, qui épouse en 1713 Gabrielle de Liechtenstein (1692-1713), en 1716 Marie-Anne d'Oettingen-Spielberg puis en 1729 Marie-Anne Kottulinski

- Anne-Marie de Liechtenstein (1699-1753), en 1716, elle épouse Jean-Ernest de Thun (1694-1717), veuve, elle épousa en 1718 Wenceslas de Liechtenstein

- Éléonore de Liechtenstein (1705-1757), en 1719, elle épouse Friedrich August de Harrach-Rohrau (1696-1749)